# MUSIC KINGDOM FRIDAY
『MUSIC KINGDOM FRIDAY』（ミュージックキングダムフライデイ）は、2003年4月4日から2005年3月末まで放送された、FMヨコハマのチャート番組。毎週金曜日の19:00 - 23:00に放送していた。
『MUSIC KINGDOM』（月 - 木曜に放送）でのデイリーミュージックチャートをまとめた、ウィークリーミュージックチャートTOP50を発表しながら、音楽・スポーツなどのエンターテイメント情報を届けていた。
オープニングBGMは、H Uedaの"tsugaru 8000"。

## パーソナリティ
- Aja

## コーナー
- ウィークリーミュージックチャートカウントダウン
  - 色々なコーナーを挟みながら随時。
- テーマキングダム　（随時）
  - リスナーからのテーマに沿ったメッセージを紹介。
- What's Up HONG KONG
- DAILY ENTERTAINMENT NEWS
- ゲストコーナー

## 姉妹番組
MUSIC KINGDOM - 本番組の月 - 木曜日版。